# Édouard Delvaux
Pour les articles homonymes, voir Delvaux.
Édouard Delvaux, né le 6 février 1802 à Bruxelles et mort le 19 septembre 1862 à Charleroi, est un peintre paysagiste belge.

## Biographie

### Famille

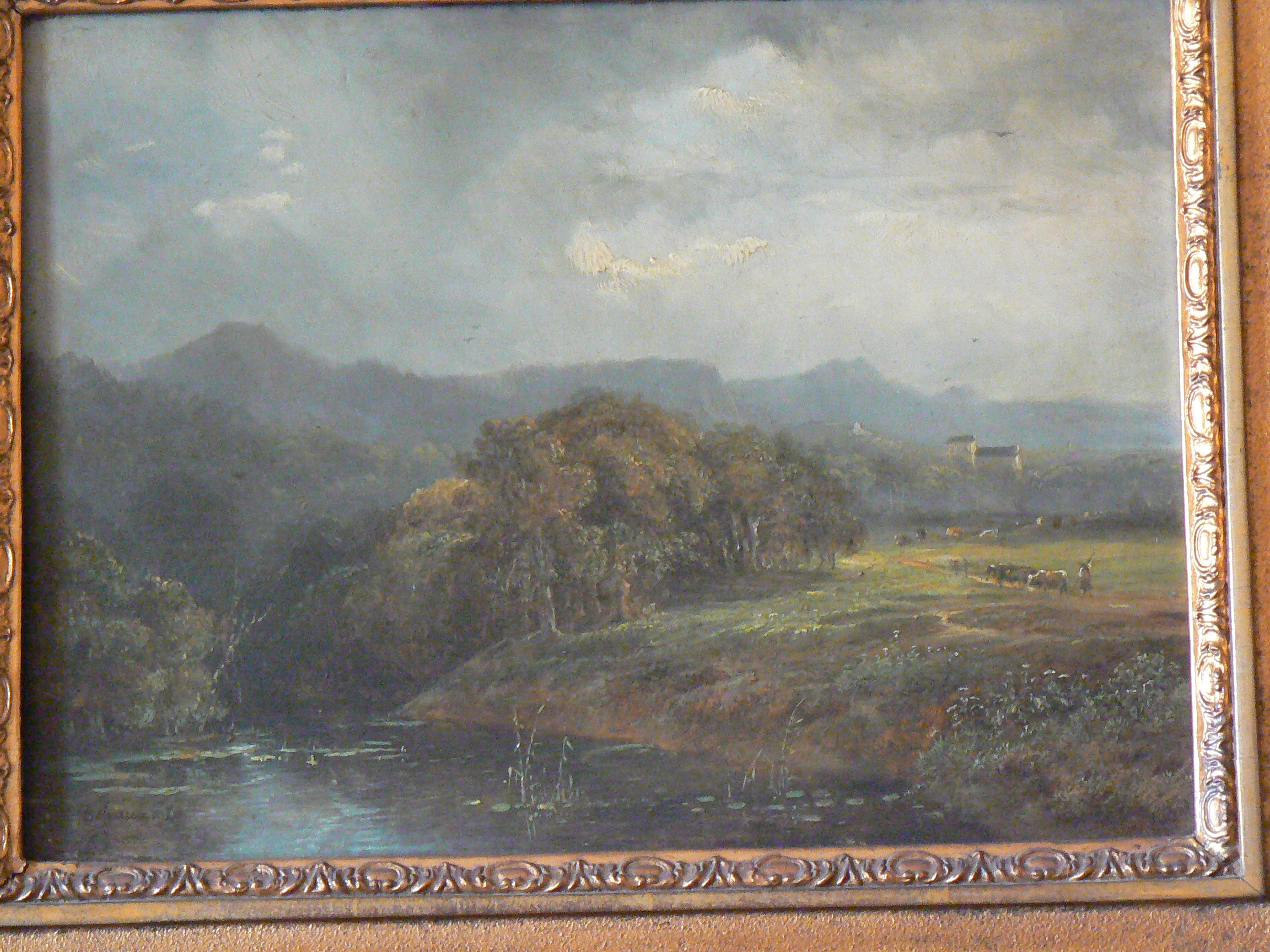
Paysage bucolique par Édouard Delvaux (1806-1862), 1840, bois,.

Edouard Joseph Delvaux naît le 6 février 1802 à Bruxelles. Il est l'arrière-petit-fils ou le petit-fils du sculpteur Laurent Delvaux et neveu du peintre Ferdinand-Marie Delvaux. Il est le fils de Henri Antoine Delvaux (1776-1848), fabricant de savon, puis employé de banque, et de Thérèse Sara Becquet (1772-1849).
Edouard Delvaux épouse à Saint-Josse-ten-Noode en 1833, Pétronille Pauline Laurence, dite Laurence, Kindt, née en 1802, sœur de la peintre Adèle Kindt. Laurence Kindt est morte à Charleroi le 25 août 1863.
Édouard Delvaux et Laurence Kindt ont une fille, Laure Delvaux, et un fils, Edmond Delvaux.

### Carrière
Edouard Delvaux fait son apprentissage auprès du peintre bruxellois Henri Van Assche (1774-1841). À partir de 1829, il entreprend des voyages en France, en Suisse, en Allemagne et en Italie. Il obtient de la notoriété pour ses paysages néoclassiques issus de paysages des Ardennes et du Brabant.
Après avoir obtenu le prix de peinture de paysage au Salon de Bruxelles de 1827, grâce à son tableau Site montueux près d'un fleuve, il participe à d'autres expositions à Liège et à Bruxelles en 1830. En 1836, lors de l'exposition de Bruxelles, il obtient la médaille d'argent pour son Paysage des environs de Huy. Au Salon de Bruxelles de 1842, il obtient une médaille de vermeil pour Vue prise à Durbuy et Vue prise près de la grotte de Han, plaine d'Épraves. En 1837, il obtient cette fois le premier prix pour Effet d'orage. Il fait illustrer plusieurs de ses paysages par Eugène Verboeckhoven qui y intègre des animaux et des personnages de sa spécialité. Peu à peu, il s'éloigne progressivement du colorisme et se porte vers le maniérisme.
Il fonde et devient directeur de l'école de dessin à Spa. Parmi ses élèves notables se trouve le peintre de paysage urbain Jean-Baptiste Van Moer,.
Il meurt le 18 septembre 1862 à Charleroi, où il était domicilié, à la Ville basse, rue de l'Industrie.
Ses peintures sont exposées dans les musées de Bruxelles, Berlin, Hanovre et Douai.